# Jurist

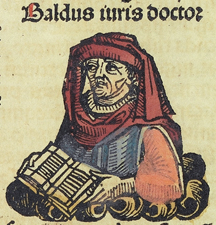
Rechtsgeleerde, illustratie in Die Schedelsche Weltchronik, 1493

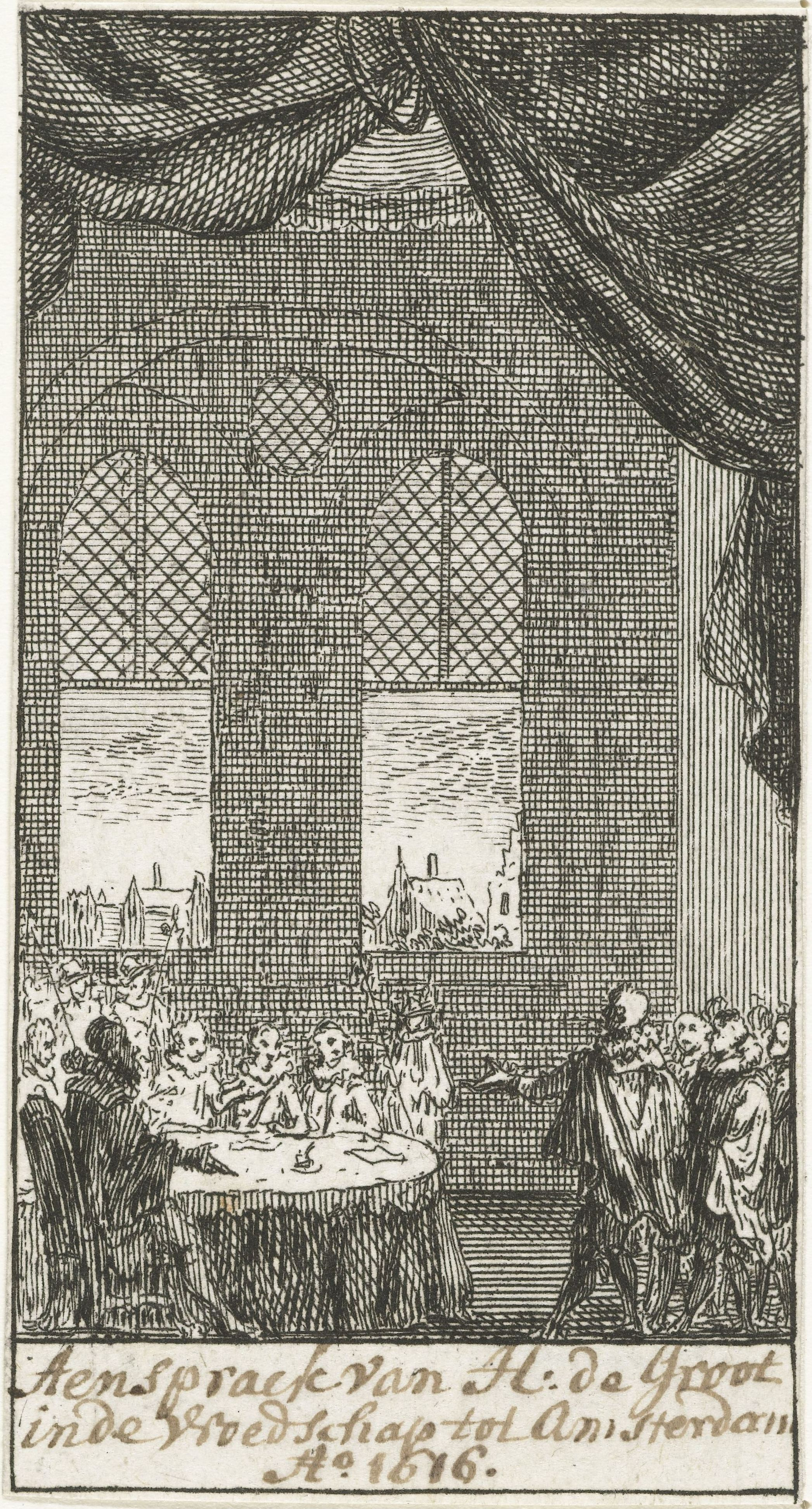
Hugo de Groot pleit in de Amsterdamse vroedschap voor tolerantie, 1616

Een jurist(e) is iemand die kennis heeft van het recht en werkzaam is in dat vakgebied. Anders dan een meester in de rechten (afgekort: mr.), advocaat, notaris en rechter is jurist in Nederland geen wettelijk beschermde titel of gereglementeerd beroep. Het woord is een leenwoord, afgeleid van het Latijnse ius (recht) met het achtervoegsel -ist.

## Beroepen
Gereglementeerde juridische beroepen en beroepen waarvoor een studie rechtsgeleerdheid moet zijn afgerond zijn onder meer:
- advocaat
- gerechtsdeurwaarder
- gerechtssecretaris
- notaris
- officier van justitie
- parketjurist
- procureur des Konings, substituut of parketmagistraat, procureur-generaal
- rechter
- referendaris (België)

Andere juridische beroepen die meestal juridische scholing op mbo-, hbo- of wo-niveau vereisen zijn onder meer:
- bedrijfsjurist
- griffier (rechtbank)
- juridisch adviseur
- juridisch medewerker
- juridisch leidinggevende
- mediator
- notarisklerk
- rechtsbijstandsjurist

## Internationaal
Het begrip jurist in Nederland moet worden onderscheiden van soortgelijke termen in andere Europese landen, waar het synoniem kan zijn voor een juridische professional die wel een universitair examen rechten heeft afgesloten en kan worden toegelaten tot de advocatuur of rechterlijke macht. In Duitsland wordt de term "voll jurist" (volwaardig jurist) naast jurist gebruikt om iemand aan te duiden die de twee staatsexamens in de wet heeft afgerond die in aanmerking komen voor het uitoefenen van het recht, om te onderscheiden van iemand die alleen het eerste staatsexamen of een andere vorm van juridische kwalificatie heeft die niet in aanmerking komt voor het uitoefenen van het recht.

## Lijst met bekende juristen uit de geschiedenis wereldwijd
Enkele bekende juristen uit de geschiedenis zijn:
- Ur-Nammu
- Lycurgus van Sparta
- Solon van Athene
- Bhimrao Ramji Ambedkar
- Ulpianus en Gaius
- Muhammad Averroes
- Thomas van Aquino
- Hugo de Groot
- Francis Bacon
- William Blackstone
- Cesare Beccaria
- Jeremy Bentham
- John Stuart Mill
- John Marshall
- Mohammed Iqbal
- Felix Frankfurter
- Oliver Wendell Holmes
- Hans Kelsen
- Eduard Meijers